# Salles-Lavalette
Salles-Lavalette is een gemeente in het Franse departement Charente (regio Nouvelle-Aquitaine) en telt 338 inwoners (2004). De plaats maakt deel uit van het arrondissement Angoulême.

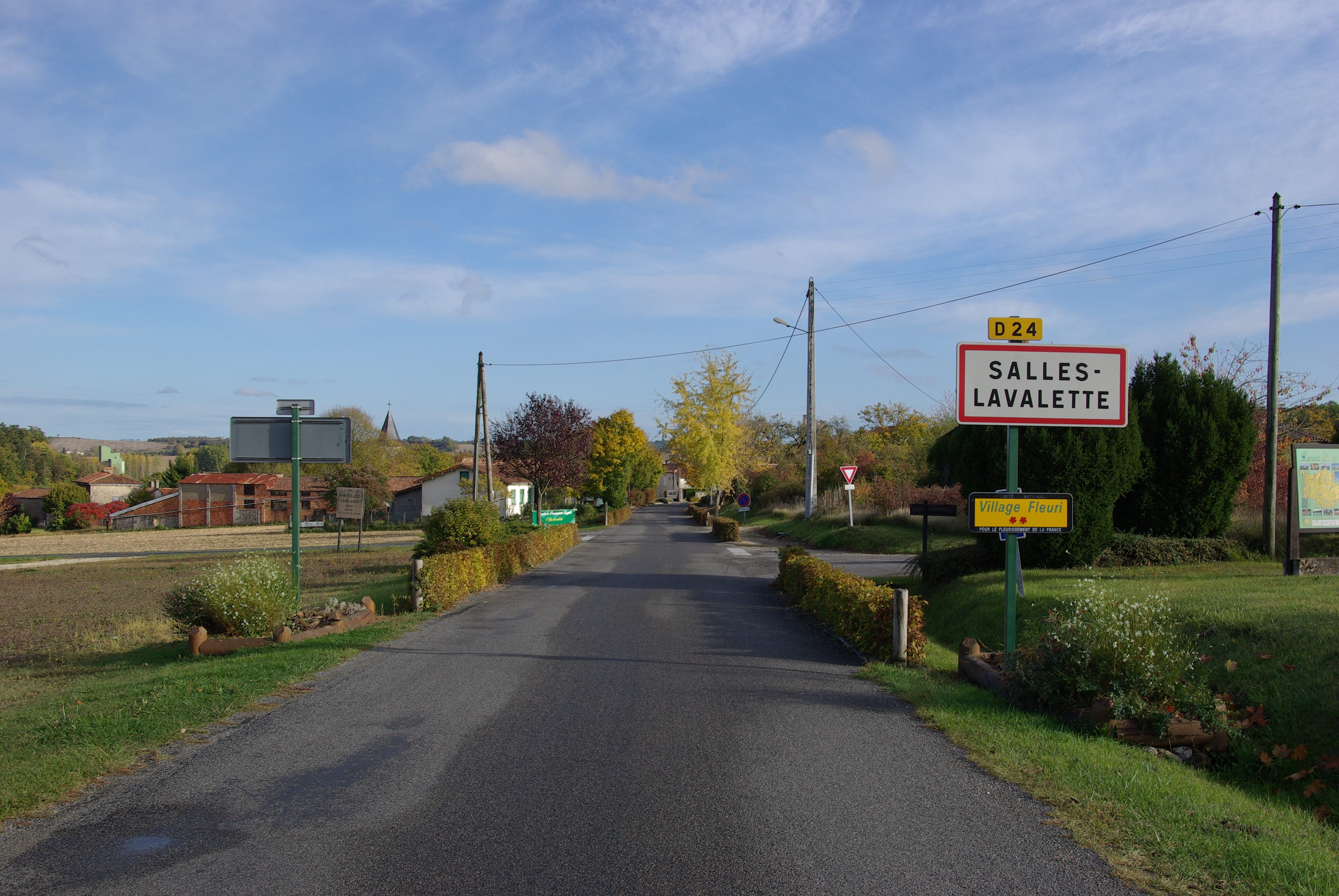
Salles-Lavalette
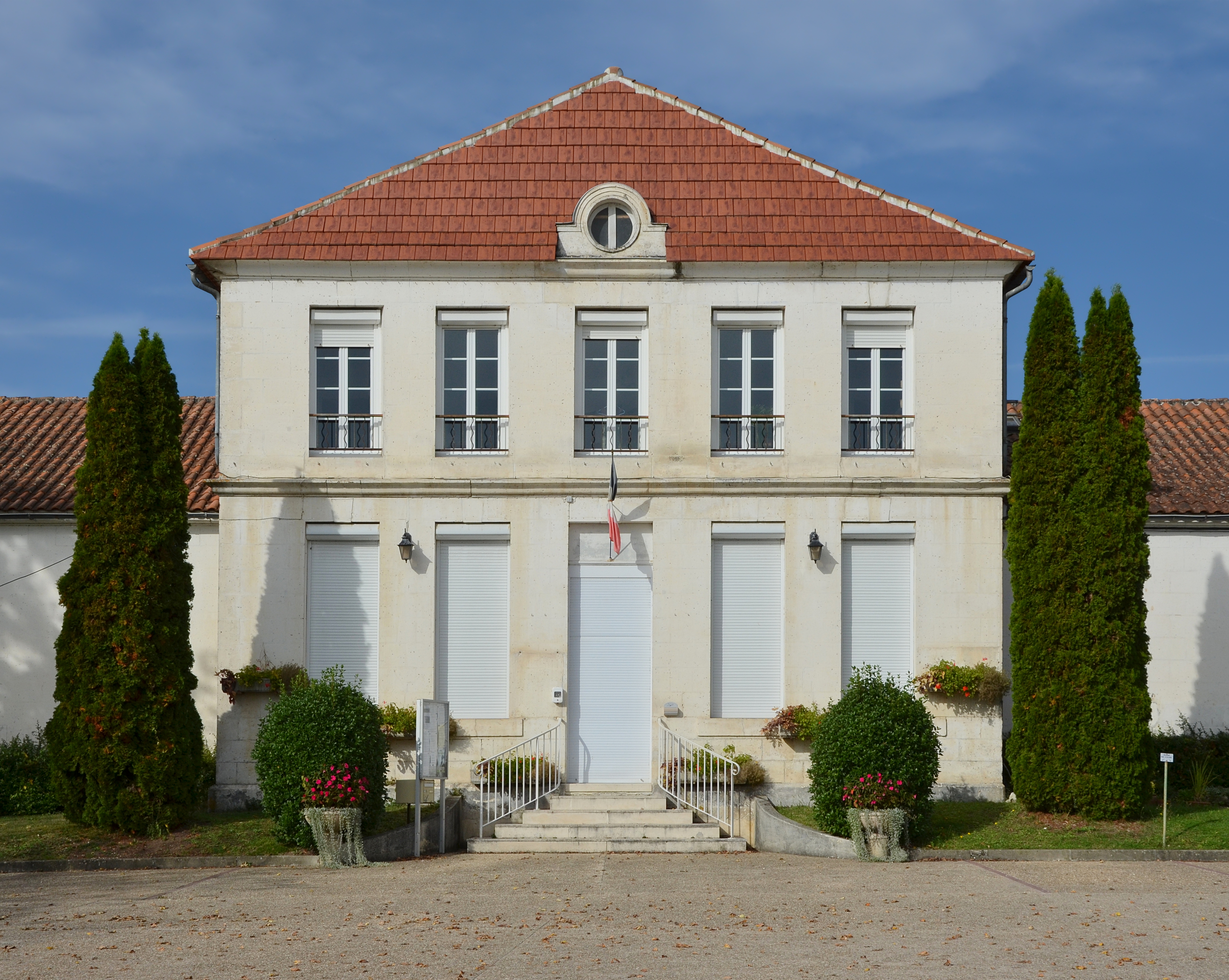
Gemeentehuis
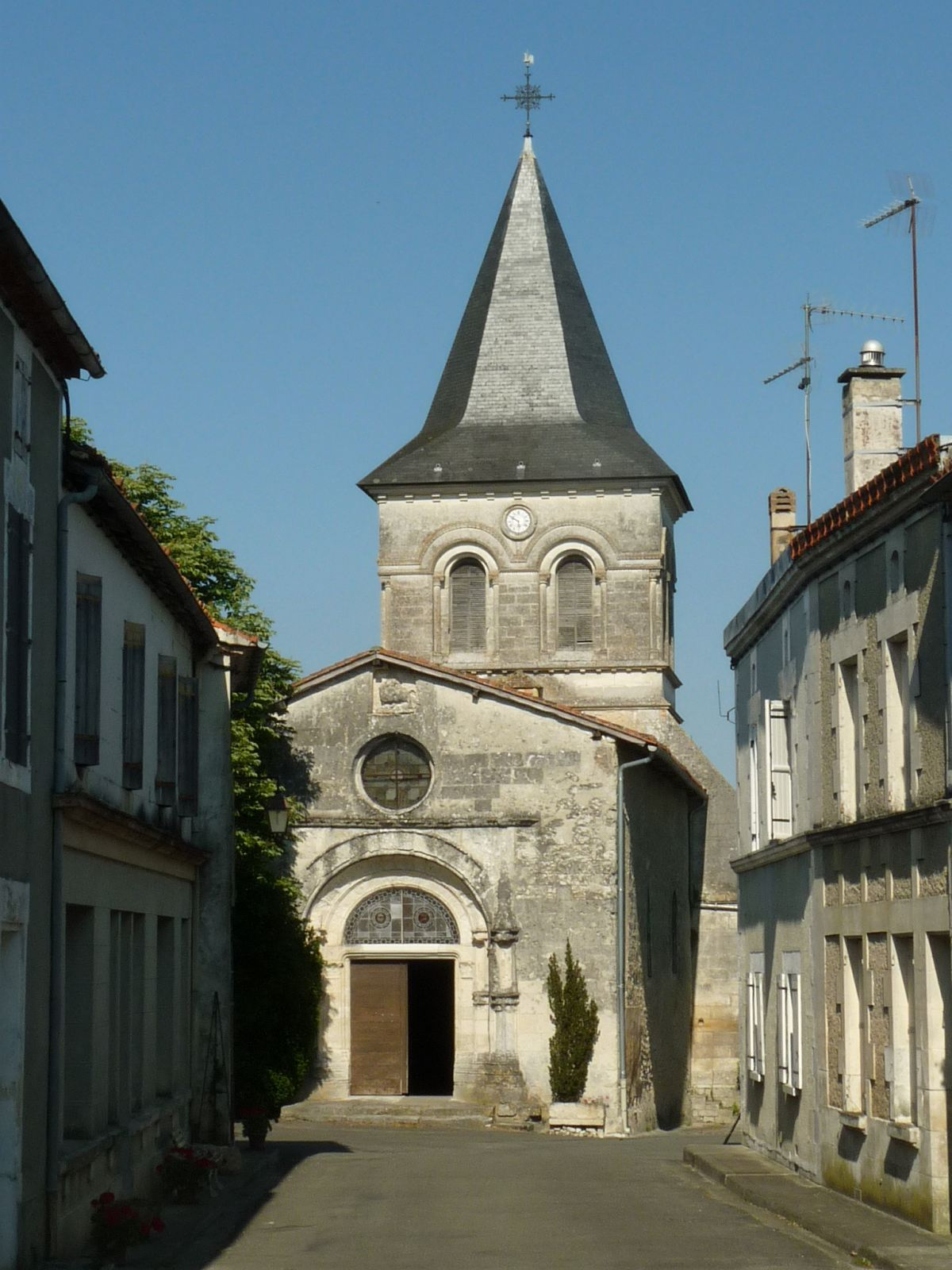
Kerk van Salles-Lavalette

## Geografie
De oppervlakte van Salles-Lavalette bedraagt 20,3 km², de bevolkingsdichtheid is 16,7 inwoners per km².
De onderstaande kaart toont de ligging van Salles-Lavalette met de belangrijkste infrastructuur en aangrenzende gemeenten.

## Demografie
Onderstaande figuur toont het verloop van het inwonertal (bron: INSEE-tellingen).